# Clusia kanukuana
Clusia kanukuana är en tvåhjärtbladig växtart som beskrevs av Bassett Maguire. Clusia kanukuana ingår i släktet Clusia och familjen Clusiaceae. Inga underarter finns listade i Catalogue of Life.